# Привередливая мышка
«Привередливая мышка» — российский короткометражный кукольный мультфильм 2013 года.

## Сюжет
Маленькая мышка нашла на дороге монетку и купила на неё красивый бант. Украсив им себя она вызвала большой восторг обитателей леса, которые сразу захотели с ней дружить. Зазнавшись, она решила, что никто не достоин дружбы с ней и отвергала их предложения. Но после того как оказалась в лапах злобного кота и лишилась бантика, поняла, что красота совсем не главное.

## Фестивали и награды
- 2014 — приз телеканала «Карусель» на фестивале «Суздаль»[1].
- 2014 — главный приз на 18-м международном фестивале анимационных фильмов «SICAF» (Seoul International Cartoon and Animation Festival) в Сеуле. Мультфильм стал лучшим среди 27 лент, отобранных на конкурс в этой категории[2].
- 2014 — диплом на XXII Международном детском кинофестивале «Алые паруса» в «Артеке»[3].
- 2015 — приз в номинации «Лучший фильм для детей» на международном фестивале Cluj Shorts International Short Film Festival в Румынском городе Клуж-Напока. Представители жюри фестиваля особенно отметили высокое качество анимации, музыкальное решение и образовательную ценность фильма[4].

## Создание
Мультфильм снимался в течение двух лет. Его первый показ на большом российском экране состоялся при полном аншлаге 18 января 2014 года в концертном зале Дома культуры города Мышкина.
Мультфильм является первой кукольной работой обновлённой студии «Союзмультфильм» и сделан в традициях советского анимационного кино с использованием инновационных технологий, в области операторской работы и техники в целом. При съёмках использовались специальные барабаны для создания подвижного фона, приспособления для камер, позволяющие снимать панораму любой точки и добавлять трёхмерности мельчайшим деталям. Куклы и декорации были сделаны вручную, а ряд приспособлений был изготовлен с нуля.
По словам режиссёра — Сергея Струсовского, прототипом для мышки послужила Мэрилин Монро.
Мультфильм получил положительные отзывы со стороны отечественных критиков. По их словам «Привередливая мышка» — это знаковая работа для всей отечественной анимации. Это первый кукольный мультфильм созданный в России за последние годы.
Несколько стран проявили интерес к мультфильму «Привередливая мышка». Есть договорённость о показах мультфильма на некоторых европейских каналах, планируется его перевод на иностранные языки.

## Создатели
Мультфильм снят при государственной финансовой поддержке Министерства Культуры Российской Федерации
| Съёмочная группа          | Съёмочная группа |
| ------------------------- | --- |
| режиссёр                  | Сергей Струсовский |
| сценаристы                | Сергей Струсовский, Алексей Рымов |
| художники-постановщики    | Екатерина Богачёва, Наталья Варламова |
| аниматор                  | Алла Соловьёва |
| оператор                  | Александр Петч |
| продюсер                  | Николай Маковский |
| композитор                | Александра Пыжикова |
| роли озвучивали           | Андрей Мерзликин, Диомид Виноградов, Елена Чебатуркина, Александр Панкратов-Чёрный, Пётр Гланц, Даниил Щебланов, Лариса Брохман |
| звукорежиссёр             | Юлия Ратникова |
| редактор                  | Татьяна Папорова |
| цветокоррекция            | Сергей Запорожцев |
| куклы и декорации         | Юрий Аксёнов, Николай Закляков, Игорь Хилов, Геннадий Богачёв, Яна Боринская, Ольга Усачёва, Елена Покровская, Ольга Кононова, Екатерина Богачёва, Наталья Варламова, Татьяна Лыкасова, Алёна Немых |
| супервайзер и монтаж      | Вероника Павловская |
| компоузинг                | Сергей Данильченко |
| обработка мультипликата   | Юлия Милёхина, Максим Никитин |
| механические конструкции  | Николай Трещетенков |
| звукооператоры            | Роман Лебедев, Таисия Колосовская, Антон Медведев |
| видеоинженер              | Егор Хрустков |
| начальник отк             | Марифе Ружанская |
| техническое сопровождение | Олег Рябохлыст |
| продюсер                  | Николай Маковский |
| исполнительный продюсер   | Анастасия Лунькова |
| участие                   | Е. Рыкова, Ольга Василенко, П. Нижегородова, Н. Морозова, Р. Саженов, К. Погорелов, С. Никитина, А. Спирин, И. Дмитриева, В. Данильченко, М. Сэмбон, С. Вилюра, Л. Черняк, А. Михтеева, А. Третьякова, Е. Токарская, С. Петров, Вячеслав Шилобреев, Михаил Алдашин, Станислав Соколов, М. Харапут, М. Лагунова, московская государственная академия хореографии |

создатели приведены по титрам мультфильма